# Liste der Monuments historiques in Autrey-lès-Cerre
Die Liste der Monuments historiques in Autrey-lès-Cerre führt die Monuments historiques in der französischen Gemeinde Autrey-lès-Cerre auf.

## Liste der Objekte
| Bezeichnung | Beschreibung                                               | Standort                                  | Kennzeichnung | Schutzstatus | Datum | Bild |
| ----------- | ---------------------------------------------------------- | ----------------------------------------- | ------------- | ------------ | ----- | ---- |
| Monstranz   | Silber, vergoldet, gemarkt 1749, Goldschmied Simon Charmet | in der Kirche Immaculée-Conception (Lage) | PM70000070    | Classé       | 1961  |      |